# Sant Martí de Vinyoles de Portavella
Sant Martí de Vinyoles de Portavella és una església amb elements romànics i barrocs de les Llosses (Ripollès) inclosa a l'Inventari del Patrimoni Arquitectònic de Catalunya.

## Descripció
L'església actual es una construcció del segle xii, amb afegitons posteriors, per bé que és esmentada des del 925. Conserva un petit portal adovellat, dos arcs en degradació i la nau i la volta romànica. El 1703 hi foren afegides dues capelles laterals, i poc després fou erigit un campanar sobre l'antic absis, una sagristia i noves capelles. L'interior de l'església, avui abandonada i sense culte, és cobert de motllures de guix. Està situada al SE del santuari de Santa Margarita, a 1020mts d'alçada, prop de l'antiga casa senyorial de Portavella.